# Szlezwik
Szlezwik (niem. Schleswig, duń. Slesvig albo Sønderjylland) – region w Danii i Niemczech rozciągający się ok. 30 km na północ i 40 na południe od granicy duńsko-niemieckiej w południowej części Półwyspu Jutlandzkiego. 
Znaczenie regionu polega na umożliwieniu transportu towarów między Morzem Północnym a Bałtykiem oraz połączeniu szlaków handlowych prowadzących z Rosji ze szlakami wiodącymi wzdłuż Renu i wybrzeża Atlantyku.

## Historia

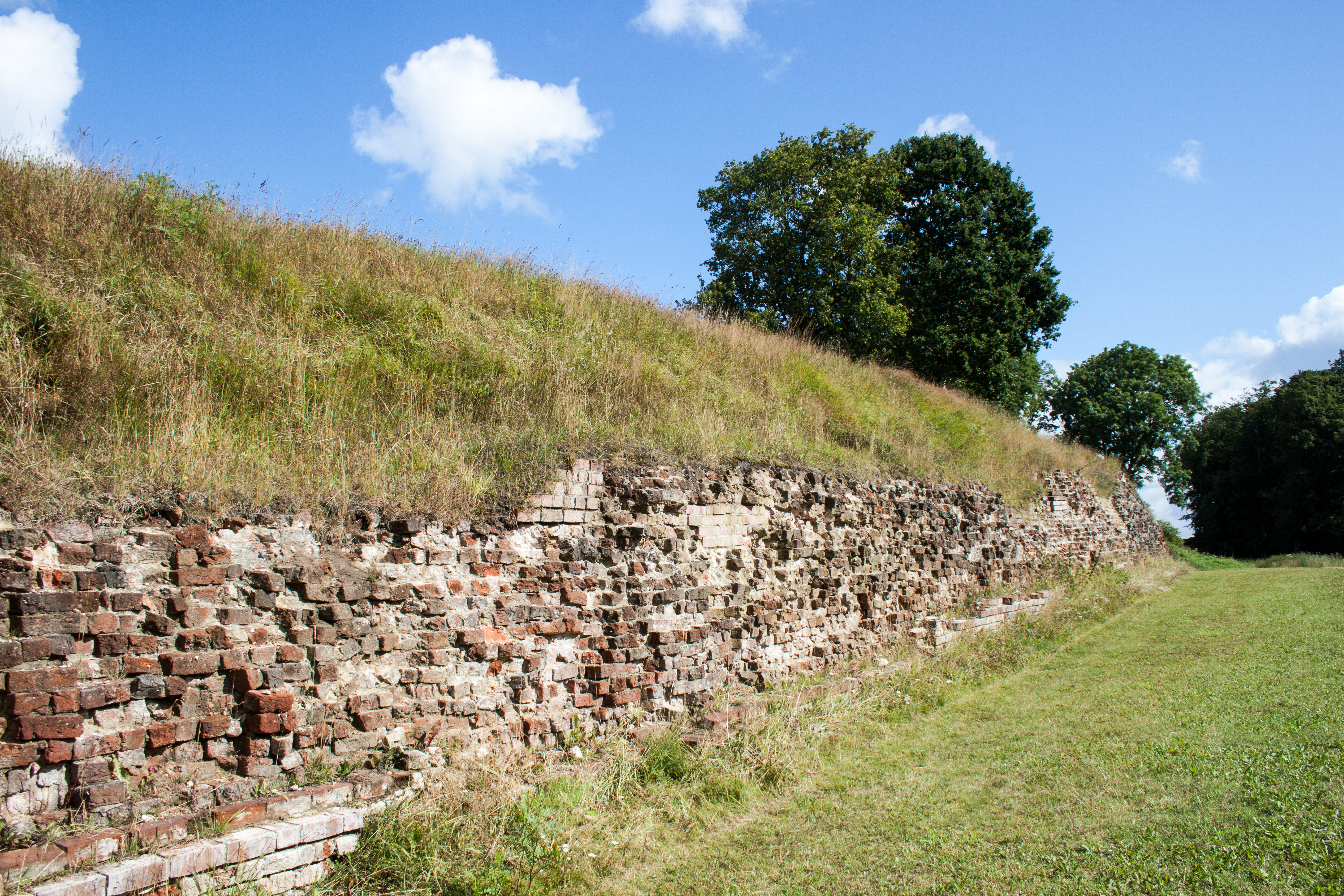
Danevirke

Szlezwik (oznaczony brązowym oraz jasnoczerwonym) na mapie Półwyspu Jutlandzkiego

We wczesnym średniowieczu region zamieszkiwali Duńczycy. Wówczas wzniesiono tu pierwsze duńskie umocnienia zwane Danevirke. Znajdowało się tu także najstarsze miasto duńskie – Hedeby, położone na krańcu zatoki Schlei, wzmiankowane po raz pierwszy w 804. Miasto zostało zniszczone w XI wieku po najazdach Norwegów i Słowian, po czym rolę głównego centrum regionu przejęło powstałe na przeciwległym brzegu zatoki Schlei miasto Szlezwik, jako stolica powstałego w 1058 Księstwa Szlezwiku. Księstwo Szlezwiku od 1460 roku było w unii personalnej z królestwem Danii. W średniowieczu toczyły się tu liczne duńsko-niemieckie konflikty graniczne (zob. bitwa pod Stellau, bitwa pod Bornhöved). 
Szlezwik, Holsztyn oraz Lauenburg były punktem zapalnym w stosunkach duńsko-niemieckich także w XIX wieku. Duńczycy obronili region w I wojnie o Szlezwik w latach 1848–1852. Region do 1864 lennem duńskim, a  jednakże po II wojnie o Szlezwik od 1864 stał się częścią Prus, wraz z którymi w 1871 znalazł się w granicach Niemiec. 
Po referendum w roku 1920 północna część regionu została przyłączona do Danii (okręg Sønderjyllands Amt, potem Dania Południowa), a południowa została w Niemczech (dzisiejszy kraj związkowy Szlezwik-Holsztyn).
Z regionem byli związani liczni królowie Danii. Lista władców duńskich urodzonych i zmarłych w Szlezwiku:
| Urodzeni w regionie: - Chrystian III Oldenburg (w Szlezwiku) - Fryderyk II Oldenburg (w Haderslev) - Fryderyk III Oldenburg (w Haderslev) - Chrystian V (we Flensburgu) - Chrystian IX (w Szlezwiku) | Zmarli w regionie: - Niels Stary (w Szlezwiku) - Eryk IV Plovpenning (nad zatoką Schlei) - Abel (na półwyspie Eiderstedt) - Małgorzata I (we Flensburgu) - Fryderyk I Oldenburg (w Szlezwiku) - Chrystian VII Oldenburg (w Rendsburgu) - Fryderyk VII (w Glücksburgu) |

Znajdują się tu także miejsca spoczynku duńskich władców: katedra św. Piotra i zamek Gottorp w mieście Szlezwik.

## Miasta

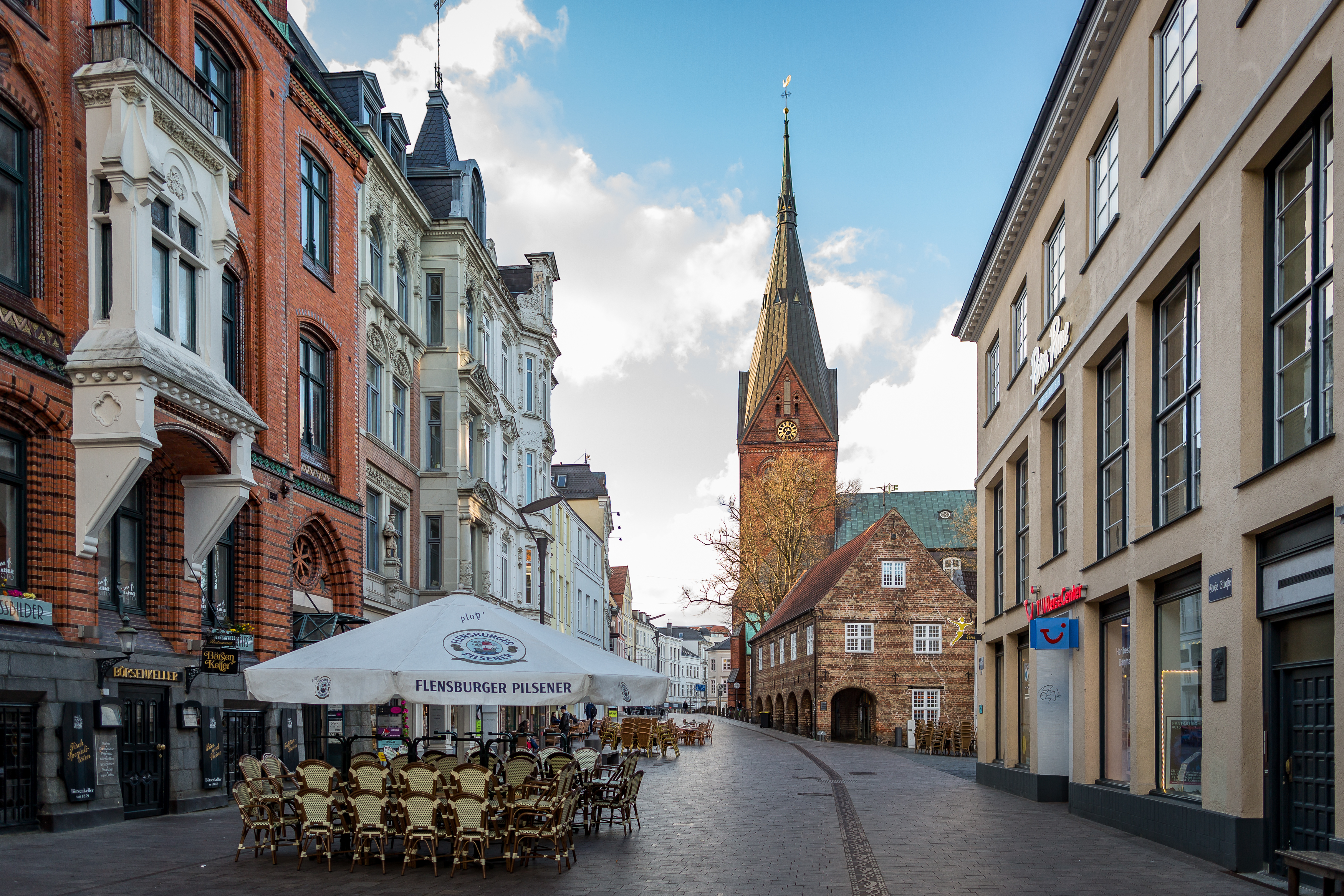
Flensburg

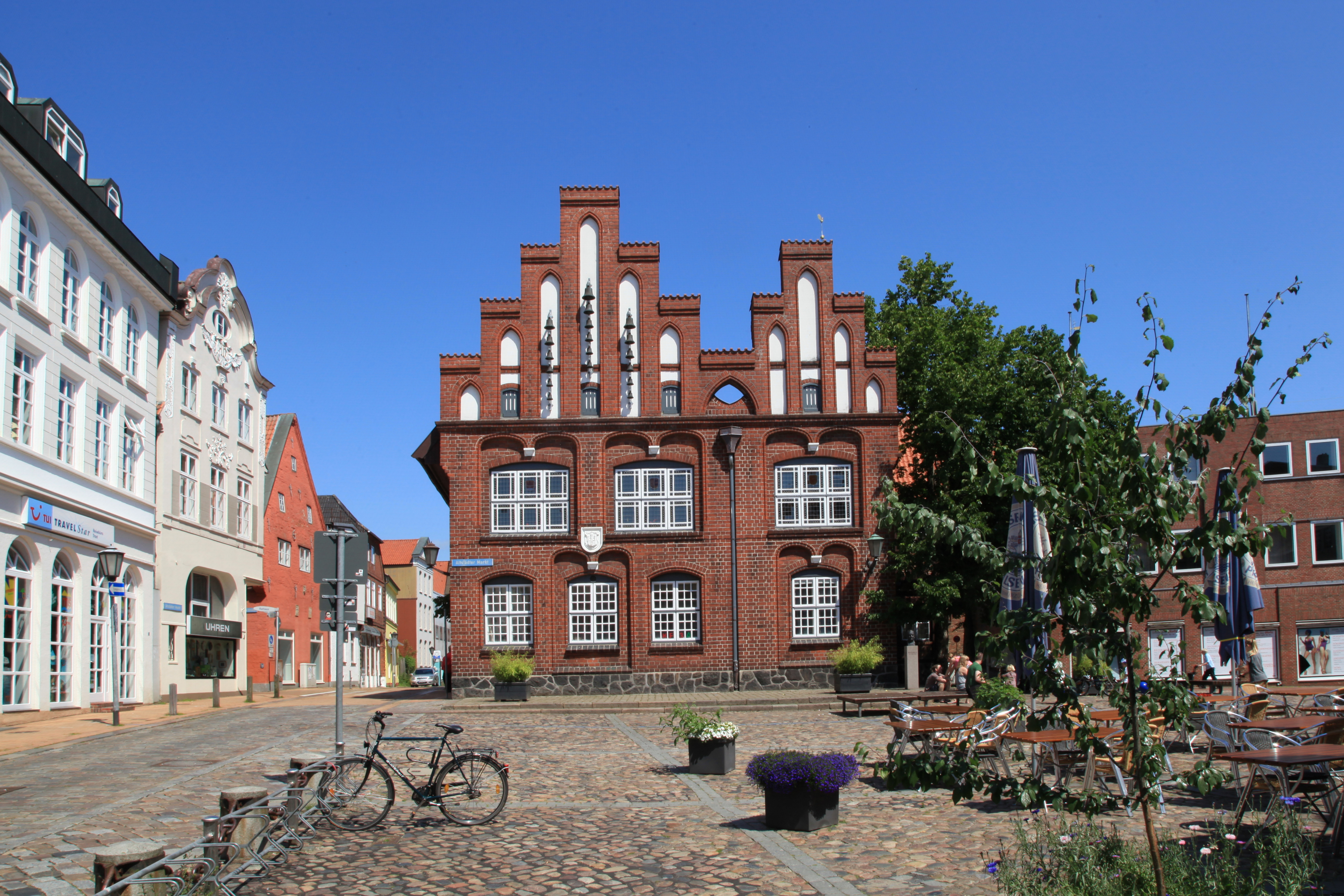
Rendsburg

Miasta regionu o populacji przekraczającej 20 tys. mieszkańców:
|    | miasto      | populacja (2015/2016) | państwo |
| -- | ----------- | --------------------- | ------- |
| 1. | Flensburg   | 85 942                | Niemcy  |
| 2. | Rendsburg   | 27 617                | Niemcy  |
| 3. | Sønderborg  | 27 595                | Dania   |
| 4. | Szlezwik    | 24 266                | Niemcy  |
| 5. | Husum       | 22 430                | Niemcy  |
| 6. | Haderslev   | 21 994                | Dania   |
| 7. | Eckernförde | 21 859                | Niemcy  |